# Estádio do Dragão
Az Estádio do Dragão (magyarul:Sárkány Stadion) egy labdarúgó-aréna Portugália északi részén, Porto városában.
A stadion 2003. november 16-án nyílt meg, az ország által rendezett 2004-es EB egyik helyszínéül szolgált. Építési költsége 98 millió euró volt.
A stadion 50 399 nézőt képes befogadni. Tulajdonosa a város világhírű labdarúgócsapata, az FC Porto, a csapat minden hazai meccsét itt játssza.

## Mérkőzések a stadionban a 2004-es EB-n
| Dátum            |             | Eredmény  |             | Forduló     |
| ---------------- | ----------- | --------- | ----------- | ----------- |
| 2004. június 12. | Portugália  | 1–2       | Görögország | A csoport   |
| 2004. június 15. | Németország | 1–1       | Hollandia   | D csoport   |
| 2004. június 18. | Olaszország | 1–1       | Svédország  | C csoport   |
| 2004. június 27. | Csehország  | 3–0       | Dánia       | Negyeddöntő |
| 2004. július 1.  | Görögország | 1–0 (aet) | Csehország  | Elődöntő    |